# Ladislao Pérez
Ladislao Pérez – piłkarz urugwajski, pomocnik.
Jako piłkarz klubu Universal Montevideo wziął udział w turnieju Copa América 1921, gdzie Urugwaj zajął trzecie miejsce. Pérez nie zagrał w żadnym meczu.
Jako piłkarz klubu Montevideo Wanderers wziął udział w turnieju Copa América 1923, gdzie Urugwaj zdobył mistrzostwo Ameryki Południowej. Pérez zagrał we wszystkich trzech meczach - z Paragwajem, Brazylią i Argentyną.
Od 2 listopada 1921 do 31 sierpnia 1924 Pérez rozegrał w reprezentacji Urugwaju 6 meczów (nie zdobył w nich bramki).